# جنوب برونكس

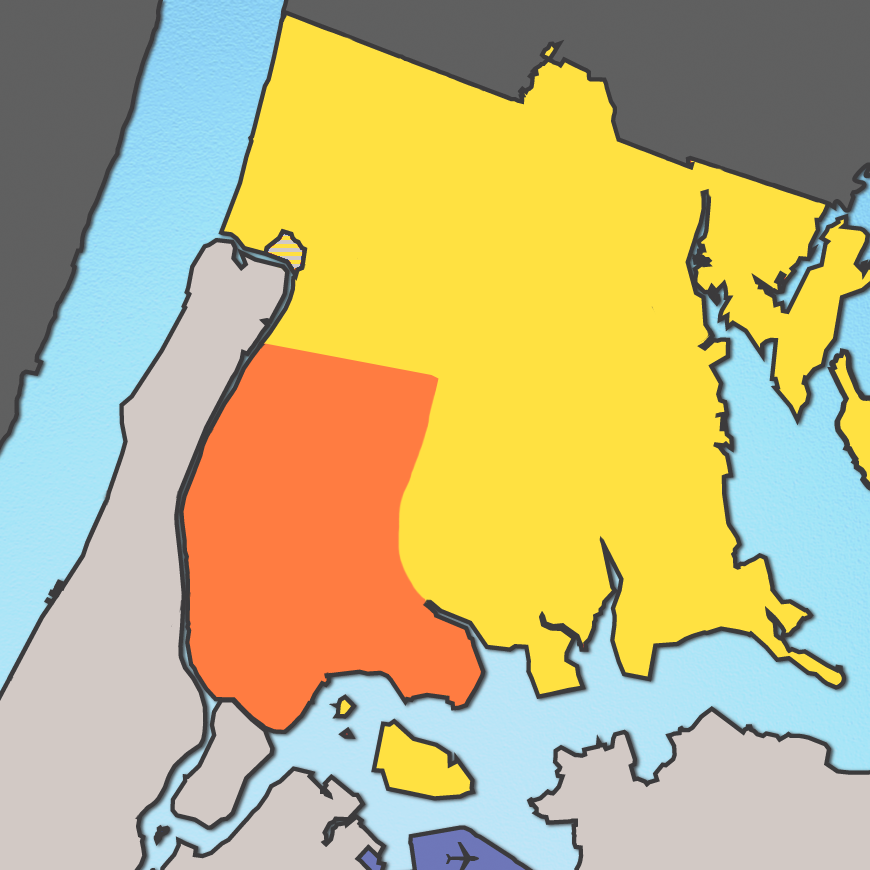
جنوب برونكس باللون البرتقالي ؛ بقية البلدة باللون الأصفر. الحدود الفعلية لجنوب برونكس غير محددة.

جنوب برونكس هي منطقة في مدينة نيويورك في حي برونكس . كما يوحي الاسم ، تضم المنطقة أحياء في الجزء الجنوبي من برونكس ، مثل كونكورس وموت هافن وميلروز وبورت موريس. تشتهر منطقة جنوب برونكس بثقافة الهيب هوب والكتابة على الجدران .